# Colegio Mayor Universitario Pío XII
El Colegio Mayor Universitario Pío XII es un Colegio Mayor Universitario adscrito a la Universidad Complutense de Madrid, situado en la Ciudad Universitaria y fundado en 1961 por el cardenal Ángel Herrera Oria y gestionado por la Fundación Pablo VI.

## Historia
El 11 de octubre de 1961 se inauguró  el Colegio Mayor Universitario Pío XII de la Escuela de Ciudadanía Cristiana, fundada y dirigida por el  entonces obispo de Málaga, monseñor Herrera Oria. 
La bendición del edificio previa al acto inaugural del Colegio y del curso académico la realiza el cardenal Ottaviani que vino de Roma como legado pontificio de Su Santidad el Papa Juan XXIII. En ambas presidieron el cardenal arzobispo de Toledo, Pla i Deniel, el Nuncio de S. S., Cardenal Antoniutti, los obispos de la Comisión Episcopal para Asuntos Sociales y altas dignidades de la Iglesia a los que se unían los ministros de Justicia, Industria, Gobernación e Información y Turismo, directivos de la Editorial Católica, Asociación Católica Nacional de Propagandistas y de la Escuela de Periodismo, además de relevantes  personalidades del mundo de la política, banca, empresas, etc.
El arquitecto del Colegio fue D. José de Aspíroz, un  edificio de siete plantas que alojaba en sí a siete colegios. La distribución de cada planta compone una unidad en parte independiente del conjunto, tres plantas para diversas diócesis, una para la Asociación Nacional de Propagandistas, otra para Cultura Hispánica, otra para la Organización Sindical y la última para los hermanos marianistas. 
La Junta de Gobierno de la Escuela estaba presidida por monseñor Herrera Oria con Alberto Martín – Artajo de vicepresidente. 
El sistema de selección se basaba en la captación de socios protectores de la Escuela de Ciudadanía Cristiana que tenían como obligaciones propias la obtención de becas en sus respectivas provincias y entidades, sugerir nombres de candidatos a las becas de sus provincias respectivas y mantener con sus becarios relaciones de tutela. Las obligaciones de los becarios consistían en obtener tres títulos académicos: licenciado por la Universidad de Madrid en cualquier facultad (preferiblemente Ciencias Económicas, Políticas y Derecho o Escuelas Técnicas Superiores), diplomado del Instituto Social León XIII, y periodista con título oficial convalidado; aprender la lengua inglesa y practicar durante el curso medio día de apostolado social semanalmente en los suburbios de Madrid.
A partir del año 2013, el carácter social de la institución se ve afectado por una fuerte subida de precios que lo sitúa fuera del alcance de los presupuestos de las familias más modestas. Por otra parte, el compromiso cristiano y evangelizador se ve fuertemente reforzado por la entrada de colegiales procedentes de Taiwán y Oriente Medio, los cuales pasan a compartir las plazas del CMU Pío XII. Debido a la crisis vocacional y a la carencia de sacerdotes, en el año 2015, el capellán del Colegio es compartido por todas la obras residenciales de la Fundación Pablo VI, así como  por algún otro colegio mayor de la zona universitaria.

## Actividades del Colegio Mayor
El Colegio Mayor siempre se ha caracterizado por ofrecer un amplio catálogo de actividades deportivas, culturales y de voluntariado social, siendo la realización de estas últimas un requisito fundamental para poder ser colegial del mismo.
Desde la creación del Espacio Pablo VI por parte de la Fundación Pablo VI, se ha producido una sinergia con el Colegio Mayor, aprovechando sus salas, auditorios, medios audiovisuales y TIC de última generación, para la realización de eventos propios, como la visita de representantes de partidos políticos, cantantes de actualidad, charlas sobre Eurovisión con protagonistas españoles, deportistas, etc.

## Novatadas
Los colegios mayores eran conocidos desde tiempo atrás por las novatadas que se realizaban por parte de los estudiantes veteranos a los de primer año. 
En junio de 2012, el entonces director del Colegio Mayor, junto con otros cinco directores de colegios, fue pionero en hacer pública una declaración contra las novatadas.  Posteriormente, ya en el año 2013 el Consejo de Colegios Mayores de España, en el que está incluido el Colegio Mayor Pío XII, presentó un manifiesto de rechazo a las novatadas. En dicho manifiesto, al igual que en el anterior,  se expresó la preocupación por unos hechos para ellos inaceptables, además de la necesidad de preservar por encima de todo la igualdad de los colegiales y el profundo rechazo hacia las novatadas.
En febrero de 2014, y ante la repercusión que el problema empezaba a tener en la opinión pública, el director del CMU Pío XII de la época concedió una entrevista al diario “El País” para aclarar la situación y dar su opinión sobre el tema.